# Велешко-прилепски народоосвободителен партизански отряд „Трайче Петкановски“
Велешко-прилепския народоосвободителен партизански отряд „Трайче Петкановски“ (на македонската езикова норма Велешко-прилепски народноосвободителен партизански одред „Трајче Петкановски“) е комунистическа партизанска единица във Вардарска Македония, участвала в така наречената Народоосвободителна войска на Македония.
Създаден е в края на април 1944 година от 30 души, разделени на групи по 10 души. Наречен е в чест на загиналия комунистически партизанин Трайче Петкановски. Областта на действие на отряда са селата в Азот и Поречието. Дейността му се състои в нападение на български полицейски участъци, по-малки войскови части, диверсии по линията Скопие-Велес и други. Към септември 1944 година отрядът нараства до 400 души и заедно с други появили се партизани на 2 ноември 1944 година от него е сформирана осма македонска ударна бригада.

## Дейци
- Боро Мокров, политически комисар
- Стоилко Иванов, заместник-политически комисар